# Seleukos IV

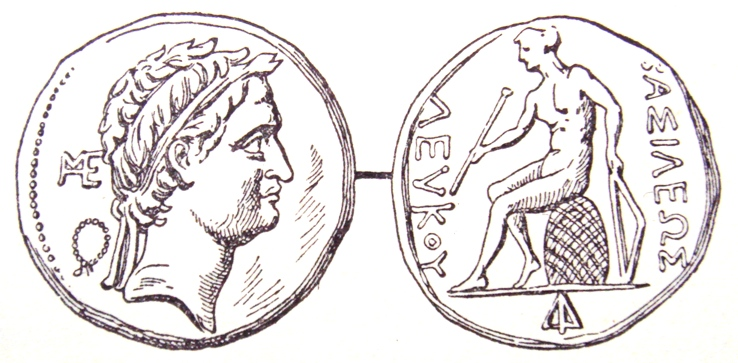
Seleukos IV avbildad på mynt.

Seleukos IV (grekiska: Σέλευκος Δ 'Φιλοπάτωρ) eller Seleukos IV Filopator, född cirka 222 f.Kr., äldste son till Antiochos III den store och var kung i seleukidriket från 187 till sin död den 3 september 175 f.Kr.. Riket bestod av Syrien (inklusive Kilikien och Judéen), Mesopotamien, Babylonien och Iran (Medien och Persien).
Hans maka var hans syster Laodike IV och tillsammans fick de barnen Demetrios I Soter, Laodike V och Antiochos. Han var bror till Laodike IV, Antiochos IV Epiphanes, Antiochis, Kleopatra I Syien och Ardys.
Han tvingades av finansiella skäl, som det tunga kriget gav och den ersättning som utkrävdes av Rom, att föra en ambitiös politik. I ett försök att samla in pengar för att kunna betala romarna, sände han sin minister Heliodorus till Jerusalem för att hans minister skulle lägga beslag på det judiska templets statskassa. Vid återkomsten mördade Heliodorus Seleukos och grep tronen för sig själv.
Den verkliga arvtagaren, Demetrios, son till Seleukos var nu i Rom som gisslan och makten i riket intogs av en yngre bror till Seleukos, Antiokos IV. Heliodorus och Antiochos lyckades fördriva Seleukos spädbarn (en son) vid namn Antiochos (även han), som formellt var statsöverhuvud under några år, ända tills Antiokus IV Epifanes mördade honom.